# Zbierki

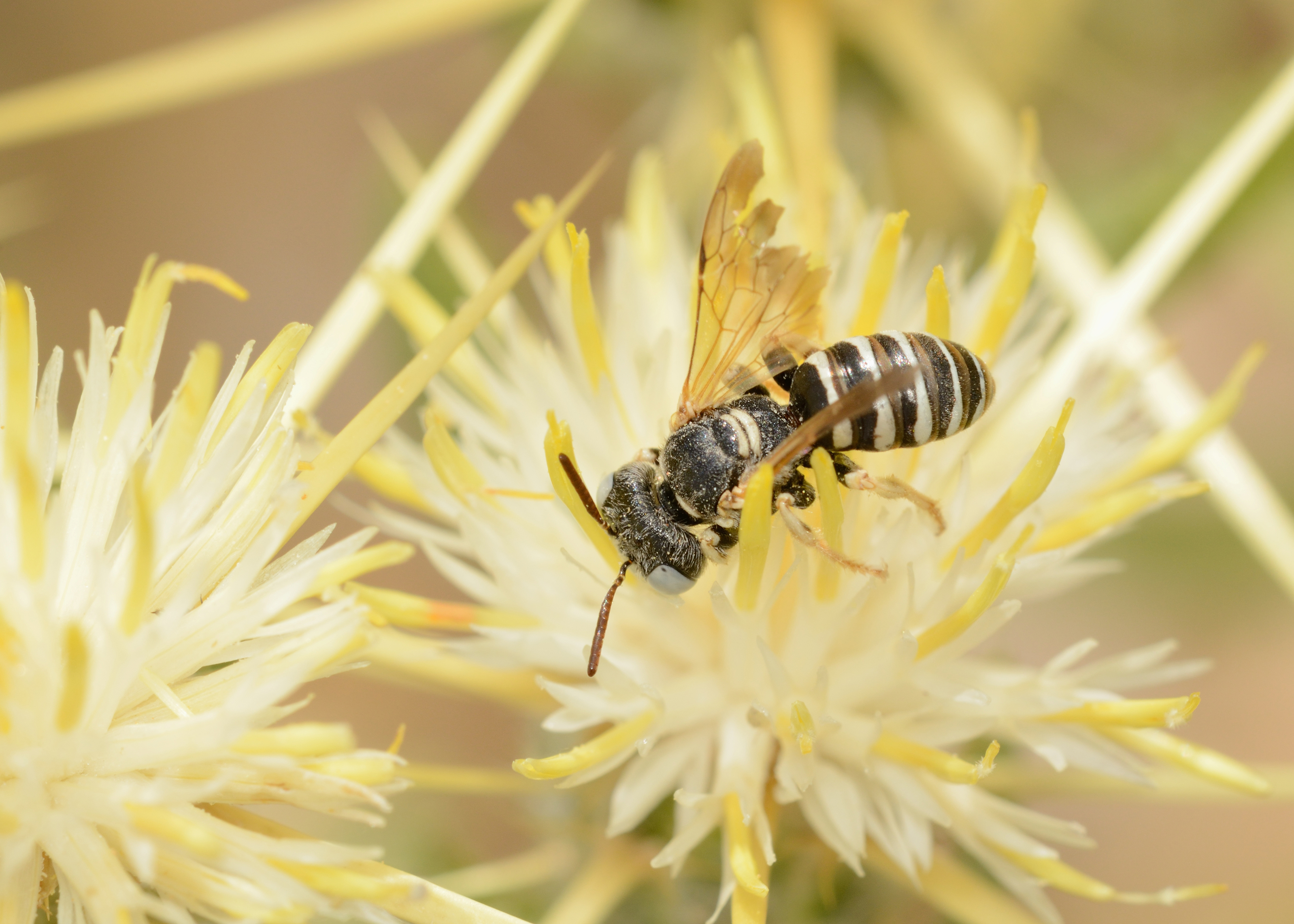
Samiec omiodka Camptopoeum frontale

Zbierki (Panurgini) – plemię pszczół z rodziny pszczolinkowatych i podrodziny zbierkowatych.
Pszczoły te są całkowicie czarne lub mają żółte znaki, które mogą być rozległe. Zagłębienia twarzowe występują u obu płci, ale u samców z rodzaju Panurgus są słabo rozwinięte. Człony głaszczków wargowych są podobnej długości, a trzeci osadzony jest na wierzchołku drugiego. Użyłkowanie przedniej pary skrzydeł cechują: dwie komórki submarginalne z których druga jest co najmniej w ⅔ tak długa jak pierwsza oraz co najwyżej delikatnie zakrzywiona żyłka bazalna. Pterostygma jest najszersza na wysokości żyłki radialnej i ma wypukłą krawędź w obrębie komórki marginalnej. U samców zwykle części tylne tergitów odwłoka od drugiego do piątego są owłosione. Siódmy sternit odwłoka samców jest pozbawiony dwóch płatów wierzchołkowych i, z wyjątkiem rodzaju omiodek, ma szeroki dysk. Płaty apodemalne owego sternitu są zwykle znacznie krótsze niż u Protandrenini – wyjątkiem tu jest również rodzaj omiodek. Otwór płciowy samców leży w głębokim zagłębieniu między nasadami gonokoksytów i ma naprzeciwlegle ustawione połówki. Walwy penisa często cechują się obecnością drobnych, poprzecznych listewek, a gonokoksyty są zwykle dłuższe niż u innych zbierkowatych.
Takson holarktyczny. Przedstawiciele występują głównie w Palearktyce z jednym rodzajem znanym też z Ameryki Północnej. W Polsce reprezentowane są przez 3 gatunki z 2 rodzajów: zbierka (Panurgus) i pyleńczyk (Panurginus) (zobacz: pszczolinkowate Polski). Podawane niekiedy z terenu Polski Camptopoeum frontale jest prawdopodobnie wynikiem błędu.
Należą tu rodzaje:
- Avpanurgus Warncke, 1972
- Camptopoeum Spinola, 1843 – omiodek
- Clavipanurgus Warncke, 1972
- Flavipanurgus Warncke, 1972
- Panurginus Nylander, 1848 – pyleńczyk
- Panurgus Panzer, 1806 – zbierka
- Simpanurgus Warncke, 1972